# Cerțești
Cerțești é uma comuna romena localizada no distrito de Galaţi, na região de Moldávia. A comuna possui uma área de 45.56 km² e sua população era de 2443 habitantes segundo o censo de 2007.